# ایلیوشین ایل-۱۶
ایلیوشین ایل-۱۶ (به انگلیسی: Ilyushin_Il-16) یک هواگرد ملخ‌پیشین تک‌موتوره از نوع هواگرد تهاجمی ساخت شرکت ایلیوشین است. هواگرد آی‌ال-۱۶ نخستین پروازش را در ۱۹۴۵ میلادی انجام داد. در مجموع، تعداد ۳ فروند از این هواگرد ساخته شده‌است.